# Albert Bayer
Pour les articles homonymes, voir Bayer.
Albert Bayer, né à Lauterbourg le 29 septembre 1895 et mort à Colmar le 4 juin 1967, est un peintre français.

## Biographie
Fils d'un employé des chemins de fer, il passe sa jeunesse à Seltz et à Bouxwiller, dont les paysages marqueront son œuvre. Il est élève de l'école des Arts et Métiers de Strasbourg de 1912 à 1916 puis devient professeur de dessin au lycée Buffon à Paris en 1922 ainsi qu'à l’Académie Colarossi, à l’École des Beaux-Arts et au lycée Camille See.
Membre de la Société des artistes français, on lui doit essentiellement des aquarelles. Il est l'auteur en 1923 d'un dessin du studio de Gropius au Bauhaus de Weimar et en 1925 d'un Alphabet unique.